# Anton Smol'ski
Anton Andėevič Smol'ski (in bielorusso Антон Андрэевіч Смольскі?; Pjasočnoe, 16 dicembre 1996) è un biatleta bielorusso.

## Biografia
In Coppa del Mondo ha esordito il 26 novembre 2017 a Östersund (11º in staffetta singola mista), ai Giochi olimpici invernali a Pyeongchang 2018 (35º nella sprint, 33º nell'inseguimento e 8º nella staffetta) e ai campionati mondiali a Östersund 2019 (77º nella sprint, 58º nell'individuale, 10º nella staffetta e 13º nella staffetta mista).
Ai mondiali di Anterselva 2020 si è classificato 15º nella sprint, 38º nell'inseguimento, 34º nell'individuale, 9º nella staffetta e 12º nella staffetta mista; a quelli di Pokljuka 2021 invece si è piazzato 33º nella sprint, 34º nell'inseguimento, 29º nell'individuale, 9º nella staffetta e 14º nella staffetta mista. Il 10 dicembre 2021 a Hochfilzen ha ottenuto il primo podio in Coppa del Mondo (3º nella sprint). Ha partecipato ai XXIV Giochi olimpici invernali di Pechino 2022 vincendo la medaglia d'argento nell'individuale e giungendo 10º nella sprint, 14º nell'inseguimento, 17º nella partenza in linea, 8º nella staffetta e 6º nella staffetta mista. È inattivo in ambito internazionale da quella stessa stagione 2021-2022 poiché in seguito all'invasione russa dell'Ucraina del 2022 gli atleti bielorussi sono stati esclusi dalle competizioni riconosciute dall'International Biathlon Union.

## Palmarès

### Olimpiadi
- 1 medaglia:
  - 1 argento (individuale a Pechino 2022)

### Mondiali juniores
- 1 medaglia:
  - 1 bronzo (inseguimento a Brezno-Osrblie 2017)

### Coppa del Mondo
- Miglior piazzamento in classifica generale: 19º nel 2022
- 5 podi (3 individuali, 2 a squadre):
  - 1 secondo posto (a squadre)
  - 4 terzi posti (3 individuali, 1 a squadre)